# Rudolf Büchler
Rudolf Büchler (14 de Outubro de 1915 - 9 de Dezembro de 1944) foi um comandante de U-Boot que serviu na Kriegsmarine durante a Segunda Guerra Mundial.